# Governo di Mosca

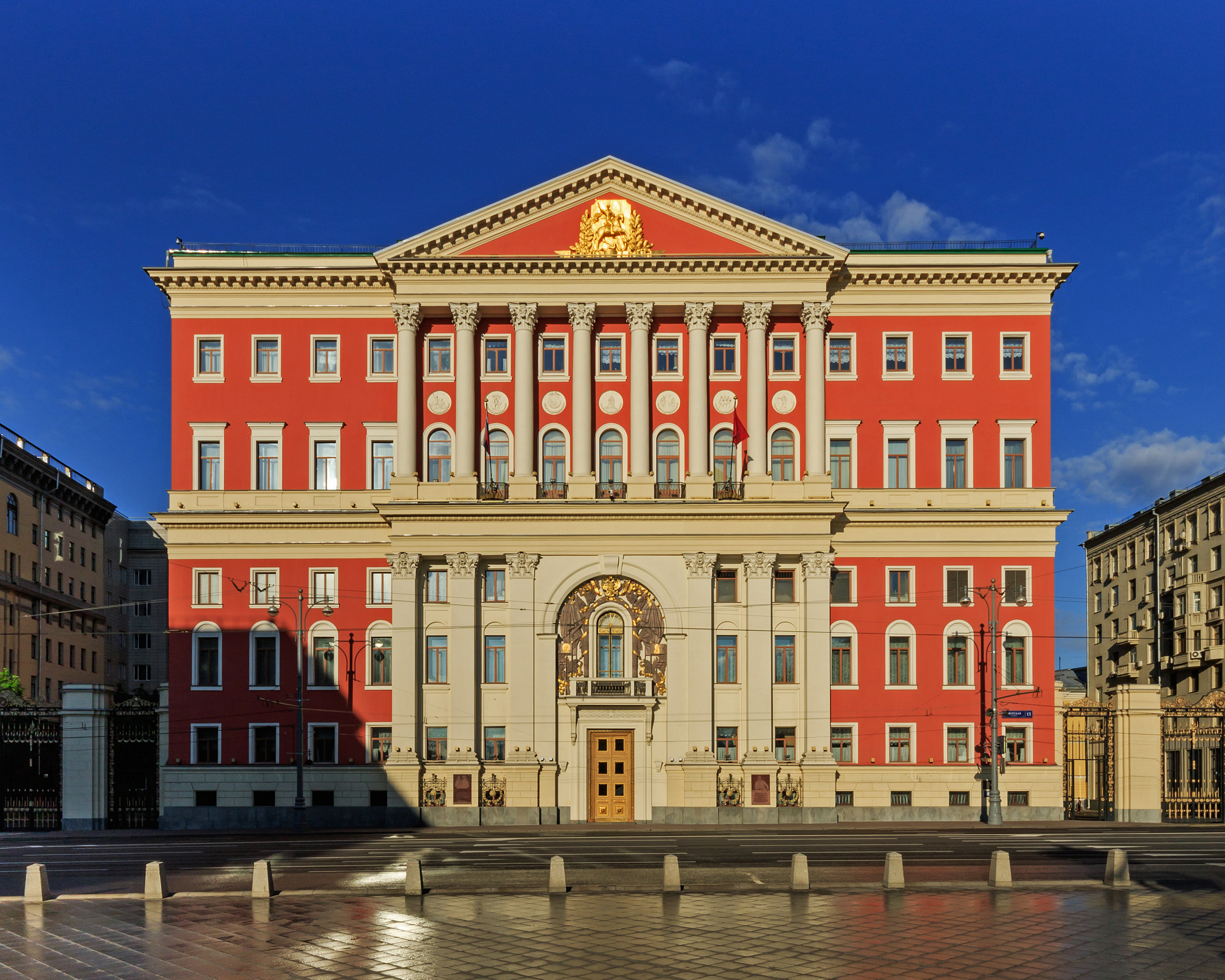
Attuale residenza del sindaco di Mosca in Via Tverskaja 13. Ex casa generale del governatore di Mosca e edificio Mossovet.

Il Governo di Mosca  (in lingua russa: Правительство Москвы) è un'istituzione politica russa dotata di un potere esecutivo esercitato dal sindaco di Mosca e dai membri componenti, la cui struttura e funzionamento sono stabiliti dalla legge secondo la Costituzione della Federazione Russa che dichiara Mosca città di importanza federale dotata di autonomia. La Duma, come consiglio comunale o parlamento locale, è l'organo che emette tutte le leggi relative all'amministrazione cittadina promulgate dal sindaco.